# Gare de Hase (Hyōgo)
La gare de Hase (長谷駅, Hase-eki) est une gare ferroviaire localisée dans la ville de  Kamikawa, dans la préfecture de Hyōgo au Japon. La gare est exploitée par la compagnie JR West,sur la ligne Bantan.

## Service des voyageurs

### Desserte
La gare de Hase est une gare disposant d'un quai et de deux voies.
| N° de voie | Ligne    | Direction       |
| ---------- | -------- | --------------- |
| 1          | ▆ Bantan | Fukusaki/Himeji |
| 2          | ▆ Bantan | Wadayama        |

## Gares/Stations adjacentes
| JR West          |                 |                 |                 |                    |
| Direction Himeji | Ligne de Bantan | Ligne de Bantan | Ligne de Bantan | Direction Wadayama |
| Teramae          |                 | Local 普通      |                 | Ikuno              |